# Koninklijke Belgische IJshockey Federatie
De Koninklijke Belgische IJshockey Federatie (KBIJF), in het Frans Fédération royale belge de Hockey sur Glace (FRBHG) genoemd, organiseert sinds het oprichtingsjaar (1912) van de vereniging de ijshockeysport in België. De eerste voorzitter was Henry Van den Bulcke die enkele weken later ook voorzitter van de Internationale IJshockey Federatie (IIHF) werd en internationaal voorzitter zou blijven tot 1920. De huidige voorzitter van de KBIJF is Pascal Nuchelmans.
De bond heeft als kerntaken "het organiseren van de ijshockeycompetitie's en het selecteren, trainen en afvaardigen van nationale teams". De hoogste competitie-afdeling is de Eredivisie, daarnaast organiseert de bond het toernooi om de Beker van België.

## Lijst van voorzitters
| President                | Took office | Left office |
| ------------------------ | ----------- | ----------- |
| Henry Van den Bulcke     | 1912        | 1920        |
| Paul Loicq               | 1920        | 1935        |
| Paul De Schrijver        | 1935        | 1936        |
| Jean Loicq               | 1936        | 1936        |
| Paul De Schrijver        | 1936        | 1937        |
| Henry Matthyssens        | 1937        | 1939        |
| Paul De Weerdt           | 1939        | 1945        |
| Gusty De Backer          | 1945        | 1949        |
| Carlos Van den Driessche | 1949        | 1951        |
| Albert Delrez            | 1951        | 1953        |
| Carlos Van den Driessche | 1953        | 1955        |
| Axel Janssen             | 1955        | 1959        |
| Jimmy Greaffe            | 1959        | 1960        |
| Carlos Van den Driessche | 1960        | 1965        |
| Paul Schwegerynen        | 1965        | 1972        |
| Emile Delvignette        | 1972        | 1980        |
| Adolf Cuypers            | 1980        | 1991        |
| Chris Clement            | 1991        | 2008        |
| Pascal Nuchelmans        | 2008        | -           |